# Jean II de Montferrat
Jean II de Montferrat (italien Giovanni II del Monferrato), né le 5 février 1321 et mort le 19 mars 1372, fut marquis de Montferrat de 1338 à sa mort.

## Règne
Fils du marquis Théodore Ier, Jean règne conjointement avec son père à partir de 1336. À la mort de ce dernier il commence à gouverner seul et tente avec des fortunes diverses d'étendre les domaines des marquis de Montferrat aux dépens des seigneuries frontalières.
Jean II entreprend de lutter contre l'influence au Piémont de la maison capétienne d'Anjou-Sicile  et de la maison de Savoie. Il bénéficie à partir de 1339 de l'appui d'Othon IV de Brunswick-Grubenhagen, un cadet de la maison de Brunswick sans domaine en Allemagne et qui commence à son service une longue carrière de condottiere.
Dès le 9 octobre 1339, Jean II est nommé gouverneur d'Asti où il rappelle les gibelins. En 1344, il est gouverneur d'Ivrée, qu'il partage avec le duc de Savoie. Le 22 avril 1345 lors de la bataille de Gamenario, Jean II et Othon de Brunswick défont définitivement Reforce d'Agoult, sénéchal de la reine Jeanne Ire de Naples, envoyé comme vicaire défendre les possessions de l'angevine au Piémont et qui y perd la vie. Le 19 juin 1347 Jean II prend Valenza qu'il garde jusqu'à sa mort. 
En juillet de la même année, il passe un accord tacite avec Luchino Visconti, seigneur de Milan. Il réussit à s'emparer de Bra, et en 1348 de Cuneo. Repoussé par une coalition des princes de Savoie et de Piémont et du comte de Genève appuyés par le duc de Bourgogne, il se brouille avec son allié milanais.
Sa puissance s'accroît encore en 1355 quand il accompagne lors de sa descente en Italie l'empereur Charles de Luxembourg pour son couronnement et reçoit le titre de vicaire impérial. Il est chargé du contrôle de Cherasco, Novare (1355-1358), de nouveau Asti (1356-1378), Alba (1356-1364) et Pavie (1357-1359). L'empereur rétablit la paix en Lombardie le 8 juin 1358 et laisse Novare aux Visconti et Asti au Montferrat. Jean II  atteint l'apogée de sa puissance lorsqu'il épouse avec l'accord de l'empereur à Montpellier le 4 septembre 1358 la reine titulaire de Majorque Isabelle Ire.
Le 6 avril 1362 les grandes compagnies dites des Tard-Venus à Brignais remportent une victoire sur l'armée commandée par le comte Jacques Ier de Bourbon-La Marche ; Pont-Saint-Esprit est pris par les mercenaires qui avaient dévasté la Bourgogne et le Languedoc et menacent désormais Avignon. Le pape Urbain V donne à Jean II 60 000 florins d'or afin qu'il mette sous solde la plus grande partie de ces bandes et leur inculque quelque discipline.
Amédée VI de Savoie ménage son oncle dont il espère l'héritage jusqu'à la naissance de son premier fils vers 1360 puis il s'allie aux Visconti contre lui. Sur l'initiative du pape la paix est conclue entre Jean II et les Visconti le 27 janvier 1364 à Turin. Les Visconti lui abandonnent Asti et sa région ; Jean II renonce à la région de Pavie. Afin de soustraire à la maison de Savoie les cités de Bra, Alba, Cherasco, Mondovi, Centallo, Demonte, et Cuneo prises aux angevins, Galéas Visconti les donne en dot à sa fille Violante avec 100 000 florins lorsqu'elle épouse Lionel d'Anvers, un fils cadet du roi Édouard III d'Angleterre. À la mort de ce prince le 17 octobre 1368 ses chevaliers, conduits par Édouard Spencer, soupçonnent un empoisonnement par son beau-père ; ils vendent les villes à Jean II pour 26 000 florins le 27 octobre 1369 et se mettent à son service, ce qui ranime la guerre avec les Visconti.
Jean II fait son testament en 1372 : il y confie à Othon de Brunswick et à Amédée VI de Savoie le soin d'éduquer ses enfants. Jean II meurt la même année et il est inhumé à Chivasso.

## Descendance
- Otton dit Secondotto, son premier successeur ;
- Jean III, marquis de Montferrat après son frère ;
- Théodore II, marquis de Montferrat après ses frères ;
- Guillaume (vers 1365 – juin 1400) ;
- Marguerite (morte en 1420), épouse en 1375 Pierre II d'Urgell.